# Nagy selymesfutrinka
A nagy selymesfutrinka (Pseudophonus pubescens), a bogarak rendjébe, azon belül a futrinkafélék családjába tartozó Magyarországon is honos bogárfaj.

## Előfordulása
Az egész földön elterjedt, de a legtöbb egyed az északi és a déli mérsékelt övezetben él. A magashegységek kivételével szinte mindenhol megtalálható és közeli rokona a mezei homokfutrinka mellett, még homokos vidéken is előfordul. Este besötétedés után rajzik ki búvóhelyéről. Szeret a fényre repülni, ezért nyitott ablakokon gyakran berepülhet a kivilágított szobákba. A futrinka-félék között nappali életre áttért fajok is találhatók, ilyenek például a Cicendela nemhez tartozók.

## Megjelenése
A mérete 14-16 milliméter közötti, de előfordulhatnak ennél nagyobb példányai is. Négy ízű állkapcsi tapogatói vannak a gyorsmozgású, hosszú és karcsú lábakkal bíró rovaroknak. Szárnyfedőit finom rövid szőrzet borítja, ezért "selymes". Korábbi feljegyzések kerti növényeken okozott kártevéséről is beszámolnak.

## Életmódja
Többnyire más rovarokat, hernyókat és bábokat zsákmányol. Az erős, csúcsuk felé kampósan hajlott felső állkapcsuk rabló életmódra utal, azonban dögök elfogyasztására is kiválóan alkalmas és fogyaszthat növényi rostokat is. A futrinka félék között, van olyan faj is, amelyek beérik kizárólag növényi táplálékkal, mint például a gabonafélék kártevőjeként ismert gabonafutrinka (Zabrus tenebrioides (Goeze) ).